# Darío Santillán, la dignidad rebelde
Darío Santillán, la dignidad rebelde  es una película documental argentina  dirigida por Miguel Mirra sobre su propio guion que se estrenó el 26 de abril de 2012.

## Sinopsis
El filme lleva el nombre de uno de los dos jóvenes asesinados en la llamada Masacre de Avellaneda el 26 de junio de 2002 por dos efectivos de la Policía de la Provincia de Buenos Aires. La película, que tiene textos de Miguel Mazzeo, interpretados por Griselda Cugliati, recorre la vida de Darío Santillán a través del testimonio de su padre, de su hermano y de sus compañeros de militancia.

## Comentario
La crónica del diario La Nación señala que “miles de desheredados del conurbano bonaerense fueron, y son, víctimas de los ajustes, de los saqueos, de la corrupción y de la inmoralidad de los sistemas políticos de turno, y frente a este desolador panorama decidieron organizarse y resistir a un sistema que los acorrala cada día más” y que “entre este enorme grupo de hombres, mujeres y niños que tratan de forjarse un mejor porvenir se destaca el nombre de Darío Santillán”. Agrega que el filme “intenta dejar de lado todo el aspecto político que rodeó la trayectoria de Santillán para insertarse en su necesidad de ayudar con su palabra y con su acción a quienes, sin apoyo oficial, construyeron sus viviendas para dejar de lado esas miserables taperas que los cobijaron desde siempre. El realizador logró un documento que interesa por su calidez y, sobre todo, por su denuncia a un sistema oprobioso que deja de lado a los más necesitados, a aquellos que sólo poseen sus deseos de integrarse a una sociedad más justa, a aquellos que, en definitiva, quieren una forma de vida que los libere de la pobreza y de la desigualdad.”